# Hystrichocampa
Hystrichocampa es un género de dipluro en la familia Campodeidae.